# Communauté de communes du Pays de Nay
La communauté de communes du Pays de Nay est une communauté de communes française, située dans les départements des Pyrénées-Atlantiques et des Hautes-Pyrénées en régions Nouvelle-Aquitaine et Occitanie.

## Historique
D'abord dénommée communauté de communes de la Vath Vielha, elle a été renommée par arrêté préfectoral du 16 décembre 2011. Elle s'agrandit le 1er janvier 2014 avec les communes d'Arbéost et de Ferrières du département des Hautes-Pyrénées. Le 1er janvier 2017, les communes d'Assat et de Narcastet, issues de la communauté de communes Gave et Coteaux, intègrent à leur tour la communauté de communes du Pays de Nay. En janvier 2018 c'est celle de Labatmale (ex. communauté de communes du Nord Est Béarn) qui rejoint le territoire.

## Territoire communautaire

### Géographie
Située à l'est  du département des Pyrénées-Atlantiques, la communauté de communes Pays de Nay regroupe 29 communes et présente une superficie de 324,5 km2.

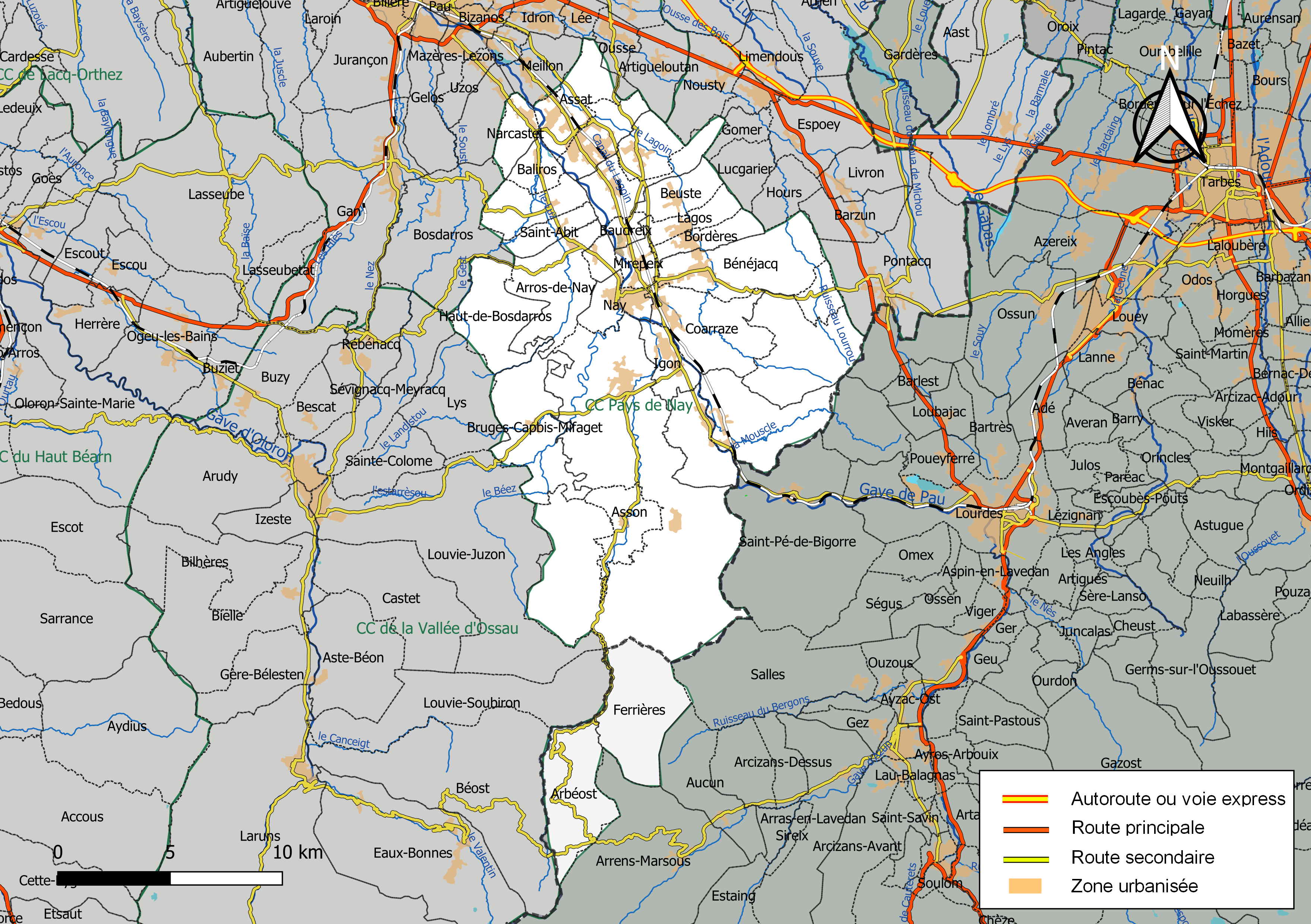
Carte de la communauté de communes Pays de Nay au 1er janvier 2019.

### Composition

Intercommunalités des Pyrénées-Atlantiques depuis 2018.

#### Communes adhérentes
La communauté de communes est composée des 29 communes suivantes :

| Nom                   | Code Insee | Gentilé       | Superficie (km2) | Population (dernière pop. légale) | Densité (hab./km2) |
| --------------------- | ---------- | ------------- | ---------------- | --------------------------------- | ------------------ |
| Bénéjacq (siège)      | 64109      | Bénéjacquois  | 17,03            | 1 987 (2022)                      | 117                |
| Angaïs                | 64023      | Angaïsais     | 5,94             | 895 (2022)                        | 151                |
| Arbéost               | 65018      | Arbéostois    | 14,9             | 78 (2022)                         | 5,2                |
| Arros-de-Nay          | 64054      | Arrosiens     | 13,47            | 816 (2022)                        | 61                 |
| Arthez-d'Asson        | 64058      | Arthéziens    | 7,32             | 458 (2022)                        | 63                 |
| Assat                 | 64067      | Assatois      | 9,47             | 2 055 (2022)                      | 217                |
| Asson                 | 64068      | Assonais      | 83,02            | 1 997 (2022)                      | 24                 |
| Baliros               | 64091      | Balirosiens   | 3,64             | 504 (2022)                        | 138                |
| Baudreix              | 64101      | Baudreichois  | 2                | 585 (2022)                        | 292                |
| Beuste                | 64119      | Beustois      | 5,84             | 675 (2022)                        | 116                |
| Boeil-Bezing          | 64133      | Belvézinois   | 8,5              | 1 330 (2022)                      | 156                |
| Bordères              | 64137      | Bordèrois     | 4,58             | 676 (2022)                        | 148                |
| Bordes                | 64138      | Bordais       | 7,27             | 2 878 (2022)                      | 396                |
| Bourdettes            | 64145      | Bourdettois   | 2,24             | 506 (2022)                        | 226                |
| Bruges-Capbis-Mifaget | 64148      | Brugeois      | 16,55            | 850 (2022)                        | 51                 |
| Coarraze              | 64191      | Coarraziens   | 14,84            | 2 170 (2022)                      | 146                |
| Ferrières             | 65176      | Ferrièrois    | 16,97            | 87 (2022)                         | 5,1                |
| Haut-de-Bosdarros     | 64257      | Bosdarrosiens | 12,31            | 325 (2022)                        | 26                 |
| Igon                  | 64270      | Igonnais      | 5,33             | 1 008 (2022)                      | 189                |
| Labatmale             | 64292      | Labatmalais   | 3,32             | 258 (2022)                        | 78                 |
| Lagos                 | 64302      | Lagosiens     | 4,46             | 468 (2022)                        | 105                |
| Lestelle-Bétharram    | 64339      | Lestellois    | 8,63             | 795 (2022)                        | 92                 |
| Mirepeix              | 64386      | Mirepeichois  | 3,29             | 1 254 (2022)                      | 381                |
| Montaut               | 64400      | Montaltiens   | 15,41            | 1 121 (2022)                      | 73                 |
| Narcastet             | 64413      | Narcastétois  | 4,56             | 756 (2022)                        | 166                |
| Nay                   | 64417      | Nayais        | 5,27             | 3 203 (2022)                      | 608                |
| Pardies-Piétat        | 64444      | Pardisiens    | 7,47             | 447 (2022)                        | 60                 |
| Saint-Abit            | 64469      | Saint-Abitois | 4,22             | 300 (2022)                        | 71                 |
| Saint-Vincent         | 64498      | Vincentinnois | 16,61            | 395 (2022)                        | 24                 |

## Démographie
| 1968   | 1975   | 1982   | 1990   | 1999   | 2010   | 2015   | 2021   |
| ------ | ------ | ------ | ------ | ------ | ------ | ------ | ------ |
| 20 993 | 21 447 | 22 897 | 23 692 | 24 533 | 27 305 | 28 493 | 28 841 |

## Liste des présidents successifs
| Période                                  | Période  | Identité                 | Étiquette | Qualité        |
| ---------------------------------------- | -------- | ------------------------ | --------- | -------------- |
| 2008                                     | En cours | Christian Petchot-Bacqué | PS        | Maire de Lagos |
| Les données manquantes sont à compléter. |          |                          |           |                |

## Compétences
- Garde d'enfants
- Déchets des ménages (collecte, tri, traitement)
- Offices de tourisme
- Eau potable (production et distribution)
- Assainissement collectif eaux usées (collecte et traitement, instruction, branchements, police de branchements)
- Service Public d'Assainissement Non Collectif (SPANC, instruction et contrôles)
- Pluvial (fonctionnement et investissement pour la collecte et traitement en zones urbaines agglomérées uniquement, mais n'a pas la compétence voirie)
- Gestion des Milieux Aquatiques et Prévention de l'Inondation (GEMAPI) en partenariat avec le Syndicat Mixte du Gave de Pau
- Portage de repas
- Ado bus
- Gens du voyage